# Onthophagus leytensis
Onthophagus leytensis é uma espécie de inseto do género Onthophagus da família Scarabaeidae da ordem Coleoptera.

## História
Foi descrita cientificamente pela primeira vez no ano de 1992 por Ochi & Araya.